# Ламійська війна
Ламійська війна (грец. Λαμιακός πόλεμος, лат. Lamicum bellum) — війна між повсталими грецькими містами на чолі з Афінами проти Македонії після смерті Александра Македонського.

## Передумови
324 до н. е. Александр Великий, який вже неодноразово доводив, як мало поважав він свободу і самостійність греків, звелів на Олімпійських іграх зачитати маніфест, за яким усім грекам, вигнаним з батьківщини за винятком убивць і осіб, які вчинили святотатство, дозволялося повернутися. Цей наказ викликав невдоволення у багатьох містах, особливо у етолійців і афінян, які, однак, залишалися спокійними, поки живий був Александр. Після його смерті в 323 до н. е. афіняни, незважаючи на поради стратега Фокіона та інших афінських полководців, доручили одному зі своїх відмінних полководців — Леосфену набирати найманців проти македонян.

## Сили супротивників
Леосфен був спочатку за прихильність свою до македонянам вигнаний з Афін, але згодом він відійшов від партії Александра. До набраних ним 8000 найманців приєдналися ще 7 000 з Етолії, крім того афіняни закликали до зброї власних громадян і спонукали приєднатися до них акарнанців, дорян, локрів, фокейців, фессалійських еніанців і долопів тощо, а також у Пелопоннесі держави: Аргос, Сікіон, Еліду, Фліунт, Мессенію і Аркадію. Македонський полководець регент Антипатр нашвидку озброївся проти цієї сили, однак на перших порах він міг виставити лише 13 000 піхоти і 600 вершників проти грецького війська, яке було більш ніж удвічі сильніше його, Кратер, його товариш, стояв ще в Кілікії зі своїми 10 000 ветеранами. Флот зі 110 трієр під начальством Клейта отримав наказ триматися якомога ближче до місця військових дій.

## Основні події
Влітку 322 до н. е. Аптипатр рушив у Фессалію, але незабаром програв бій під Гераклеєю поблизу Фермопіл. Після цього фессалійці, між ними особливо 200 вершників, а також інші північні елліни покинули його військо і перейшли на бік греків. Антипатр відступив до фортеці Ламії, проте Леосфен негайно оточив. Ця обставина спонукала деяких греків на осінній і зимовий час повернутися додому. На початку 322 до н. е. помер і сам Леофен від важкої рани, отриманої ним при одній з вилазок Антипатра. Його замінив теж відмінний полководець — Антифіл, але оскільки македонець Леоннат з Фригії йшов на підмогу з 20 000 піхоти і 2 500 кавалерії, то він був змушений зняти блокаду і рушити проти ворога, який стрімко наближався. Кілька миль на північ від Ламії справа дійшла до кавалерійської сутички, в якій загинув Леоннат. Цим часом скористався Антипатр, щоб залишити Ламію і горами (рівнин він уникав через ворожу кінноту) дістатися кордонів Македонії, де він в укріпленому таборі чекав прибуття Кратера з ветеранами.
Впродовж цього часу (323 і 322 роки до н. е.) дії відбувалися також і на морі, а саме Клейт здобув перемогу при Ехіпадських островах Незабаром після того прибув і Кратер. З його прибуттям македонське військо зросло до 48 000 воїнів, тим часом як грецьке налічувало всього 28 000, притому здебільшого під начальством недосвідчених полководців. Поблизу річки Пенея обидва війська довго стояли один проти одного, поки нарешті греки не були залучені в битву біля Краннона 322 до н. е. на 7 день Метагейтніона (тобто 5 серпня). Хоча фессалійські вершники перемогли, решта війська не могло встояти проти македонських ветеранів. У військовому сенсі, звичайно, бій залишилося невирішеним, але мужність греків була зламана, і вони почали переговори з ворогом. Антипатр, проте, не прийняв посланих до нього послів, оголосивши, що він бажає вести переговори з кожною державою окремо. Таким чином, грецьке військо повинно було розійтися.

## Підсумки війни
Після того Антипатр швидко знову зайняв Фессалію, і тому інші грецькі міста масами поспішили оголосити свою покірність, водночас афіняни і етолійці незабаром залишилися зовсім ізольованими. Афіняни зовсім занепали духом. Фокіон і Демад разом з іншими афінськими послами вирушили до Антипатра, щоб відвернути від міста всі лиха безумовної капітуляції. Втім їхні прохання були марними. Антипатр наполягав на своїх вимогах:
- видача Демосфена, Гіперида та інших (які проте тим часом втекли)
- заняття македонським гарнізоном фортеці Муніхії
- сплата військових витрат і штрафу
- обмеження демократії
- зменшенням числа громадян до 9 000, для яких майновий ценз призначено не менше 20 мін.

Всі ці умови були прийняті, а відсутні оратори, за пропозицією Демада, були засуджені на смерть. Краще влаштувалися справи у етолійців, які під кінець отримали навіть більш-менш вигідний мир завдяки тому, що Антипатр і Кратер внаслідок азійських подій були відкликані з Греції навесні 321 до н. е.